# Chassey-lès-Scey
Chassey-lès-Scey là một xã thuộc tỉnh Haute-Saône trong vùng Bourgogne-Franche-Comté phía đông nước Pháp.